# Grasa blanca
El tejido adiposo blanco (WAT por sus siglas en inglés) o grasa blanca es uno de los dos tipos de tejido adiposo encontrado en mamíferos, el otro es la grasa parda. En los humanos que no tienen sobrepeso, el tejido adiposo blanco conforma cerca del 20% en el peso corporal en hombres y el 25% en mujeres. 

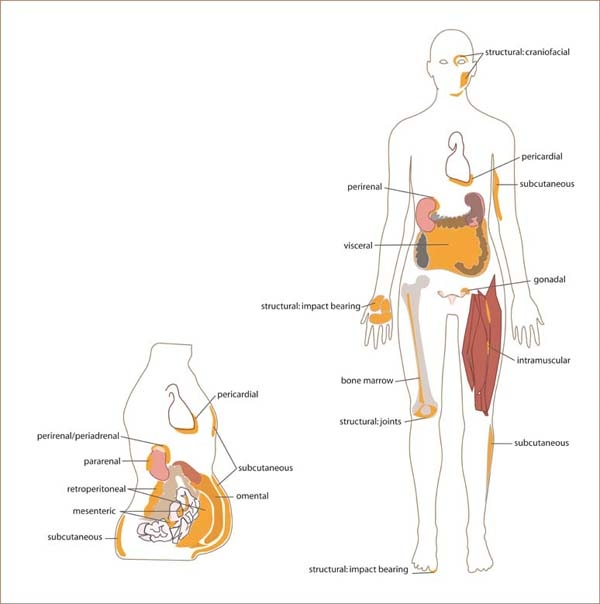
Sitios de distribución de la grasa blanca en un humano.

La grasa blanca es un reservorio de energía. Al recibir insulina desde el páncreas, las células receptoras de insulina de la grasa blanca causan una desfosforilación en cadena que conduce a una lipasa sensible a las hormonas. Antes se consideraba que el rol del glucagón proveniente del páncreas producía una fosforización en cadena que activaba la lipasa sensible a las hormonas, causando la descomposición de la grasa almacenada en ácido graso, que era conducido al torrente sanguíneo y hacia la albúmina y el glicerol, que quedaban liberados en la sangre. Hay suficiente evidencia hoy en día de que el glucacón no tienen ningún efecto en la lipólisis en el tejido de la grasa blanca. Se considera hoy que el glucagón actúa solo en el hígado disparando glucogenólisis y gluconeogénesis.
Este tipo de tejido tiene receptores para insulina, hormona del crecimiento, noradrenalina y glucocorticoide.